# 李慕 (1914年)
李慕（1914年—1984年1月7日），曾用名李铁民，男，山东蓬莱人，中华人民共和国政治人物，中国共产党党员。

## 生平
李慕毕业于营口师范学校。1934年参加蓬莱进步青年文学团体，1937年参加中华民族解放先锋队，1938年8月加入中国共产党，曾任蓬莱县九区区公所指导员。抗战期间历任蓬莱县政府民政科科长、县长兼县大队大队长，北海专署副专员等职。第二次国共内战期间历任烟台市政府秘书长，胶东行署财政处长等职。
1949年6月赴青岛任青岛市军事管制委员会财粮部部长、青岛市人民政府财政局局长、青岛市财经委员会副主任、青岛市副市长（1953年7月任）、中共青岛市委书记处书记、青岛市人民政府市长（1956年4月至1963年10月）。
1963年因滕景禄案蒙受冤屈，调任任山东省财贸办公室副主任。1978年后任山东省财贸委员会副主任、党组副书记.1979年当选山东省第五届人民代表大会常务委员会委员。1983年任中共山东省顾问委员会委员。1984年1月7日在济南病逝。